# Slobozia (okręg Bacău)
Slobozia – wieś w Rumunii, w okręgu Bacău, w gminie Filipeni. W 2011 roku liczyła 149 mieszkańców.